# Hamartiologia
(Aviso: enquanto não se definir a melhor conformação para este artigo, ver também a página de discussão, para mais esclarecimentos)
Hamartiologia (do grego transliterado hamartia = erro, pecado + logós = estudo), como sugere o próprio nome, é a ciência que estuda o pecado e as suas origens e consequências, ou — se preferível — o estudo sistematizado daquele tema (pecado). Referir, pois, hamartia como "pecado" no sentido espiritual judaico-cristão justifica-se por sua comprovada presença nos textos do Novo Testamento, da  Bíblia Sagrada judaico-cristã, fato comprovável por várias traduções/versões de renome mundial, embora a concepção (logo, o conceito) de pecado, em si, variem com as culturas, posto que com as variadas concepções de espiritualidade e/ou religiosidade.
O estudo do pecado e sua origem inevitavelmente incorre na questão da natureza do mal, assim como da relação deste com o homem.
Conquanto usualmente concebido como ramo da teologia cristã, não é necessariamente a esta vinculado, pois esse conceito, em sua abrangência, complexidade e diversidade de entendimentos culturais enseja também, necessariamente, várias concepções em seu estudo.
É, assim, legítimo investigar a gênese e a dinâmica desse conceito e dos seus valores também sob outras ópticas, como a filosófica e a científica e, neste domínio, a médico-psicológica, todas elas necessariamente entrelaçadas pela ideia comum do pecado, como quer que isso signifique ou importe em particular para cada pessoa, per se e no seu núcleo vivencial.

## Perspectiva judaico-cristã
Na perspectiva judaico-cristã — e em simples palavras — pecado é a atitude (ato ou omissão, íntimo ou não) de contrariar a lei (ou a vontade) de Deus. Significa, assim, um "erro de alvo", entendido este como a vontade de Deus.
Mesmo antes da desobediência de Adão e Eva, o pecado se fez presente no mundo angélico com a queda de Satanás e dos demônios. Mas com respeito à raça humana, o primeiro pecado foi o de Adão e Eva no jardim do Éden (Gn 3.1-19). O ato de comer o fruto da árvore do conhecimento do bem e do mal é, em muitos aspectos, típico do pecado em geral.
Primeiro, seu pecado atingiu a base do conhecimento, pois deu uma resposta diferente à pergunta "O que é verdadeiro?". Deus disse que Adão e Eva morreriam se comessem da árvore (Gn 2.17), mas a serpente afirmou: "É certo que não morrereis" (Gn 3.4). Eva decidiu duvidar da veracidade da palavra de Deus e então fez uma experiência par ver se Ele falava a verdade.
Segundo, seu pecado atingiu a base dos princípios morais, pois deu uma resposta diferente à pergunta "O que é certo?". Deus dissera que era moralmente certo que Adão e Eva não comessem o fruto daquela única árvore, (Gn 2.17). Mas a serpente sugeriu que seria certo comer do fruto e que ao comê-lo Adão e Eva se tornariam "como Deus" (Gn 3.5). Eva confiou na sua própria avaliação do que era certo e do que seria melhor par a ela, negando às palavras de Deus a prerrogativa de definir o certo e o errado. Ela viu "que a árvore era boa par se comer, agradável aos olhos e árvore desejável para dar entendimento" e, portanto, "tomou-lhe do fruto e comeu" (Gn 3.6).
Terceiro, seu pecado deu uma resposta diferente à pergunta: "Quem sou eu?" A resposta correta era que Adão e Eva eram criaturas de Deus, dependentes dele e sempre subordinadas a ele, seu Criador e Senhor. Mas Eva, e depois Adão, sucumbiram à tentação de ser "como Deus" (Gn 3.5), tentando assim colocar-se no lugar de Deus.

## Nota importante
- A informação da palavra no Wikcionário fora adicionada na mesma época da inclusão do artigo em questão. Entretanto, já de há muito o Vocabulário Ortográfico da Língua Portuguesa – VOLP, disponível na página da Academia Brasileira de Letras (http://academia.org.br), consigna a raiz hamart[i,o], bem como o elemento léxico, vocábulo hamartologia. Não consta, ainda, se ter-se-ía formado por síncope a partir de hamartiologia (nesse caso, esta última seria a forma preferível, a outra, variante), ou se, doutra forma, ter-se-ía dado epêntese de hamartologia (que viria a ser forma preferível...) em desfavor de hamartiologia (variante). A constar naquele léxico, a forma preferível é hamartologia, sendo hamartiologia a forma variante.
- A bem da consistência lexical, veja-se a página de discussão deste artigo/verbete, que contém detalhadas consultas feitas tanto à Academia Brasileira de Letras (http://www.academia.org.br), como à Academia das Ciências de Lisboa (http://acad-ciencias.pt). Para que se não façam discursos no vazio.
- Pesquisando a (HAMART) no dicionário Houaiss eletrônico, apareceu assim: "elemento de composição antepositivo, do gr. hamartía,as 'pecado, erro, falta, defeito', em uns poucos termos conexos principalmente com religião, do sXIX em diante: hamartia, hamartofobia, hamartofóbico, hamartófobo, hamartologia, hamartológico, hamartólogo, hamartoma." Informação que outrora não encontrado no mesmo dicionário...